# FORESTA
FORESTA（フォレスタ）は、日本のコーラスグループ。

## 概要
2003年に『BS日本・こころの歌』開始に当たり、番組オリジナルの混声コーラスグループとして結成された。

## 前身
- 1990年作曲家であり指揮者である杉本龍之が女声合唱団「コーロ・レジェーロ」として結成発足した。

当時、国立音楽大学の学生であった団員の卒業と、1994年8月、群馬県沼田市で催された『森林で歌おうフェスティバル』玉原高原イメージソング「やさしい人にあえる気がして」の発表に合わせて混成合唱団『FORESTA』として改組改称された。
当時のメンバーは全員、国立音楽大学声楽学科卒業者で構成されていた。（「foresta」はイタリア語で森林、山林という意味の女性名詞）
発足当初は杉本の作曲した合唱曲をメインに東京文化会館をはじめ、全国各地でコンサートを行っていた。特に星野富弘氏の詩による合唱曲を歌う『鈴の鳴る道コンサート』は、東京サントリーホールや全国各地で演奏会を行った。
1994年9月には、ニューヨークのカーネギーホールでの公演に参加し、その模様はテレビ・新聞各紙で報道された
。

## 経歴
- 2003年 結成
- 2006年 オーディションで選ばれた女性メンバー中安千晶・小笠原優子・白石佐和子・矢野聡子が加入。
- 2007年 秋葉広大が脱退し、川村章仁が加入。
- 2008年 志村糧一と吉田知明が脱退し、澤田薫が加入。
- 2009年 女声メンバーに吉田静が加入。
- 2011年 ピアノ伴奏に大池栄里奈・山元香那子が加入。
- 2012年 女声メンバーに上沼純子・内海万里子が加入。矢野聡子・小笠原優子が活動休止を発表。
- 2014年 約2年間活動を休止していた小笠原優子が5月29日の「きゅりあん」で復帰。塩入功司が加入。
- 2017年 女声メンバーの白石佐和子・内海万里子・上沼純子が活動休止を発表。谷原めぐみ・池田史花・財木麗子が加入。
- 2018年 男声メンバーの今井俊輔・川村章仁、女声メンバーの中安千晶・吉田静、ピアノの吉野翠が活動休止を発表。三宅里菜・吉田明未・吉田和夏が加入。
- 2019年 男声メンバーの榛葉樹人、女声メンバーの谷原めぐみが活動休止を発表。ピアノの南雲彩が5月20日で卒業を発表。竹内直紀、ピアノ伴奏に石川和男・大杉光恵が加入。
- 2020年 ピアニストの山元香那子が年内での卒業を発表。
- 2020年 内海万里子が2021年1月に活動を再開する事を発表。

## メンバー
活動休止後も番組出演などあり。

### 男声FORESTA
- 大野隆（おおの たかし）
  - バス。島根県出身。武蔵野音楽大学大学院修士課程修了。リーダーで代表。
- 横山慎吾（よこやま しんご）
  - テノール。埼玉県出身。東京音楽大学卒業。
- 榛葉樹人（しんば しげと）
  - テノール。静岡県島田市出身[6]。国立音楽大学卒業。2019年12月を以て活動休止。
- 澤田薫（さわだ かおる）
  - テノール。岩手県出身。武蔵野音楽大学、洗足学園音楽大学大学院修士課程修了。テノール最年長
- 今井俊輔（いまい しゅんすけ）
  - バリトン。群馬県前橋市出身。東京芸術大学卒業。現在は、活動休止中。
- 川村章仁（かわむら あきひと）
  - バリトン。長野県出身。イタリア・リチーニオレフィチェ国立音楽院卒業。現在は、活動休止中。
- 塩入功司（しおいり こうじ）
  - ハイバリトン。東京都出身。洗足学園音楽大学大学院修了。
- 竹内直紀（たけうち なおき）
  - バリトン。(本来はテノール)島根県出身。京都市立芸術大学大学院修了。リーダーと同級生。未だ番組テレビ出演はなし。

### 女声FORESTA
- 白石佐和子（しらいし さわこ）
  - ソプラノ。東京都出身。武蔵野音楽大学大学院修士課程修了。現在は、活動休止中。
- 矢野聡子（やの さとこ）
  - ソプラノ。千葉県出身。武蔵野音楽大学卒業。現在は、活動休止中。
- 小笠原優子（おがさわら ゆうこ）
  - ソプラノ。青森県出身。東京音楽大学卒業。以前、NHK教育テレビジョンの『ふえはうたう』に出演していた。2014年10月2日に復帰。[7]　女声リーダー。
- 中安千晶（なかやす ちあき）
  - ソプラノ。東京都八王子市出身。国立音楽大学卒業。2018年7月の「セレクションコンサート」を以て卒業だが、収録分は継続して出演。
- 吉田静（よしだ しずか）
  - メゾソプラノ。静岡県浜松市出身。武蔵野音楽大学大学院修士課程修了。2018年7月の「セレクションコンサート」を以て卒業だが、収録分は継続して出演。
- 上沼純子（うえぬま じゅんこ）
  - ソプラノ。長野県出身。東京音楽大学大学院修士課程修了。現在は、活動休止中。
- 内海万里子（うちうみ まりこ）
  - ソプラノ。長崎県出身。国立音楽大学卒業。現在は、活動休止中。
- 谷原めぐみ（たにはら めぐみ）
  - ソプラノ。香川県出身。東京藝術大学大学院修了。2019年12月を以て活動休止。
- 池田史花（いけだ ふみか）
  - ソプラノ。東京都出身。国立音楽大学院修了。
- 財木麗子（ざいき れいこ）
  - ソプラノ。茨城県出身。東京音楽大学卒業。
- 三宅里菜（みやけ りな）
  - ソプラノ。福井県坂井市出身。武蔵野音楽大学卒業。
- 吉田明未（よしだ はるみ）
  - ソプラノ。福岡県出身。フェリス女学院大学卒業。
- 吉田和夏（よしだ わか）
  - ソプラノ。山形県出身。東京音楽大学大学院修士課程修了。

### ピアノ
- 石川和男（いしかわ かずお）
  - 福島県出身。武蔵野音大大学院修士課程修了。FORESTA最初の男性ピアノ伴奏担当者。
- 南雲彩（なぐも あや）
  - 埼玉県出身。武蔵野音楽大学卒業。ピアニストリーダー。2019年5月20日で卒業だが、収録分は継続して出演。
- 吉野翠（よしの みどり）
  - 東京都出身。武蔵野音楽大学卒業。現在は、活動休止中。
- 大池栄里奈（おおいけ えりな）
  - 愛知県出身。桐朋学園大学音楽部研修科卒業。現在は、活動休止中。
- 山元香那子（やまもと かなこ）
  - 埼玉県出身。国立音楽大学大学院修士課程修了。
- 大杉光恵（おおすぎ みつえ）
  - 千葉県出身。日本大学芸術学部卒業。未だ番組テレビ出演はなし。

## 元メンバー

### 男声FORESTA
DVD第一章に出演第一期メンバー
- 秋葉 広大（あきば こうだい）
  - バス。東京音楽大学卒業。第一期男声メンバー最年少。
- 志村 糧一（しむら りょういち）
  - テノール。山梨県出身。国立音楽大学卒業。現在は吉田知明と共に五人組男声オペラユニットLEGEND[8]として活躍中。
- 吉田 知明（よしだ ともあき）
  - テノール。国立音楽大学卒業現在は志村糧一と共に五人組男声オペラユニットLEGENDのリーダーとして活躍中。

## 出演
- BS日本・こころの歌（BS日テレ）
- 日本の歌 フォレスタの推し番（ラジオ沖縄）

## ゲーム音楽
- 戦え! ワンダフル・ワンダブルオー（Wii Uゲームソフト The Wonderful 101テーマソング）[9]

## ディスコグラフィー

### アルバム
| 発売日         | タイトル                                         | 規格品番  |
| -------------- | ------------------------------------------------ | --------- |
| 2009年4月15日  | まほろば 歌い継ぐ日本のこころ                    | BNDB-0025 |
| 2010年7月16日  | 凛 歌い継ぐ日本のこころ FORESTA 男声作品集       | BNDB-0024 |
| 2013年12月18日 | 粋(SUI)～FORESTA 作品集～                        | BNDB-0051 |
| 2014年5月21日  | 麗(REI)～FORESTA 女声作品集～                    | BNDB-0053 |
| 2018年6月20日  | 颯(SOU)～FORESTA男声作品集～                     | BNDB-0070 |
| 2019年2月20日  | フォレスタコンサート                             | TECI-1628 |
| 2020年11月4日  | フォレスタ珠玉の名曲集vol.1 ～あなたといるとき～ | TECI-1707 |
| 2021年12月22日 | フォレスタコンサートII                           | TECI-1755 |
| 2022年8月17日  | 君の道を                                         | TECL-1001 |
| 2023年12月13日 | フォレスタ コンサートIII                         | TECL-1008 |